# 음력 4월 26일
음력 4월 26일은 음력 4월의 26번째 날이다.

## 문화
- 2014년 - 서울 지하철 9호선 마곡나루역이 개통되었다.

## 탄생
- 1575년 - 조선 15대 국왕 광해군.

## 사망
- 252년 - 중국 삼국시대 오나라의 초대 황제 손권
- 1645년 - 인조의 적장자 소현세자.

## 같이 보기
- 음력 360일: 1월 2월 3월 4월 5월 6월 7월 8월 9월 10월 11월 12월
- 전날:4월 25일 다음날:4월 27일 - 전달:3월 26일 다음달:5월 26일
- 양력:4월 26일
- 음력, 윤달